# Phyllophaga senex
Phyllophaga senex är en skalbaggsart som beskrevs av Horn 1878. Phyllophaga senex ingår i släktet Phyllophaga och familjen Melolonthidae. Inga underarter finns listade i Catalogue of Life.